# مقتل حمزة الخطيب
حمزة علي الخطيب (24 أكتوبر 1997 - 25 مايو 2011)، طفل سوري من بلدة الجيزة في محافظة درعا، تعرض للتعذيب الجسدي وهو يبلغ 13 عاماً أثناء الاحتجاجات السورية في 2011. خرج من بلدته الجيزة التابعة لمحافظة درعا مع آخرين لفك الحصار عن أهل درعا في سياق الثورة السورية 2011 ضد نظام بشار الأسد، تمّ اعتقاله عند حاجز للأمن السوري قرب مساكن صيدا في حوران يوم 29 أبريل 2011.
بعد مدة تم تسليم جثمانه لأهله، وبدت على جسمه آثار التعذيب والرصاص الذي تعرض له حيث تلقى رصاصة في ذراعه اليمنى وأخرى في ذراعه اليسرى وثالثة في صدره وكسرت رقبته ومثل بجثته حيث قُطع عضوه التناسلي. صدمت هذه الصور الآلاف ممن عبّروا عن تعاطفهم مع حمزة الخطيب على شبكة الإنترنت أو بالتظاهر في الشوارع.

## الخلفية
عاش حمزة الخطيب مع أهله في بلدة الجيزة التابعة لمحافظة درعا. كان معروفًا بكونه كريمًا حيث قال أحد أقاربه لقناة الجزيرة: «كان يطلبُ المالَ من والديه دوماً لكي يعطيه للفقراء. أذكر ذات مرة بأنه كان يريد إعطاء أحد الفقراء 100 ليرة سورية (كانت المئة ليرة السورية تساوي آنذاك حوالي دولارين أمريكيين) بينما قالت أسرته بأن هذا المبلغ كثير. و لكن حمزة قال: أنا لدي السرير والطعام بينما الرجل ليس لديه أي شيء وبهذا أقنع حمزة والديه بأن يعطي المئة ليرة للرجل الفقير.»

## الاعتقال
ذكرت قناة الجزيرة في تقرير لها عن أحد أقارب حمزة بأن الطفل لم يكن مهتماً بالسياسة، لكن في 29 أبريل من عام 2011 انضمّ إلى عائلته في مظاهرة خرجت لتنادي بكسر الحصار الذي كان يفرضه الجيش السوري على مدينة درعا. ويقول أحد أقاربه: «بدا بأن الجميع سيخرج في المظاهرة مما دفع حمزة للخروج أيضاً.» سارَ حمزة برفقة أهله حوالي 12 كم من بلدته الجيزة باتجاه قرية صيدا التي تقع إلى الشمال الغربي من بلدة الجيزة. بدأ إطلاق النار عندما وصل المحتجون إلى قرية صيدا تقريباً، وذكر قريب حمزة: «قُتل بعض الناس بينما أصيب آخرون، واعتقل آخرون ولم نكن نعلم شيئاً عن حمزة في تلك اللحظة حيث كان حمزة قد اختفى تماماً.» وتقول أحد المصادر بأن حمزة كان واحداً من بينِ 51 شخصاً اعتقلتهم المخابرات الجوية التي تعتبر أحد فروع المخابرات سيئة السمعة بشأن تعذيب المعتقلين حسبما يقول المعتقلون.

## التمثيل بالجثة

آثار التعذيب على جسد حمزة بعد تعذيبه على يدِ النظام السوري في بداية الثورة عام 2011

أظهر مقطع فيديو كان قد تم تصويره، جسد حمزة الخطيب بعد عدّة أيام من وفاته بعدّة إصابات، بما في ذلك كسور في العظام، وآثار أعيرة نارية، وعلامات حروق، بالإضافة لتشوّهٍ في الأعضاء التناسلية. ذكرت صحيفة غلوب أند ميل الكندية بإيجاز: «كان فكّه وكلا رضفتيه قد تحطموا. لحمه قد غُطّي بحروق أعقاب السجائر. قُطع قضيبه. ظهرت إصابات آخرى مشابهة لتلك التي تظهر إثر التعرض للصدمات الكهربائية، والجلد باستخدام كابل.»
بعد بثّ مقطع فيديو على قناة الجزيرة، يُظهر جثة حمزة الخطيب، ثارت موجة غضب واسعة النطاق، سواءً على الإنترنت أو بين أوساط المحتجين في سوريا.
وفي ردِّ سوّقته أجهزة إعلام الحكومة السورية، عرضت قنوات موالية للنظام تصريحاً للطبيب الشرعي أكرم الشعار، الذي كشف على جثة حمزة، حيث نفى الطبيب أن يكون حمزة قد تعرّض للتعذيب، وقال الشعار الذي أشرف على تشريح الجثة في دمشق أنه لا يوجد أي علامة من علامات التعذيب. وادّعى الطبيب أيضاً أن حمزة كان قد قُتل خلال مكافحة «أعمال الشغب» في درعا، وأن كل علامات التشوّه ناتجة عن التفسخ.

## ردود الأفعال

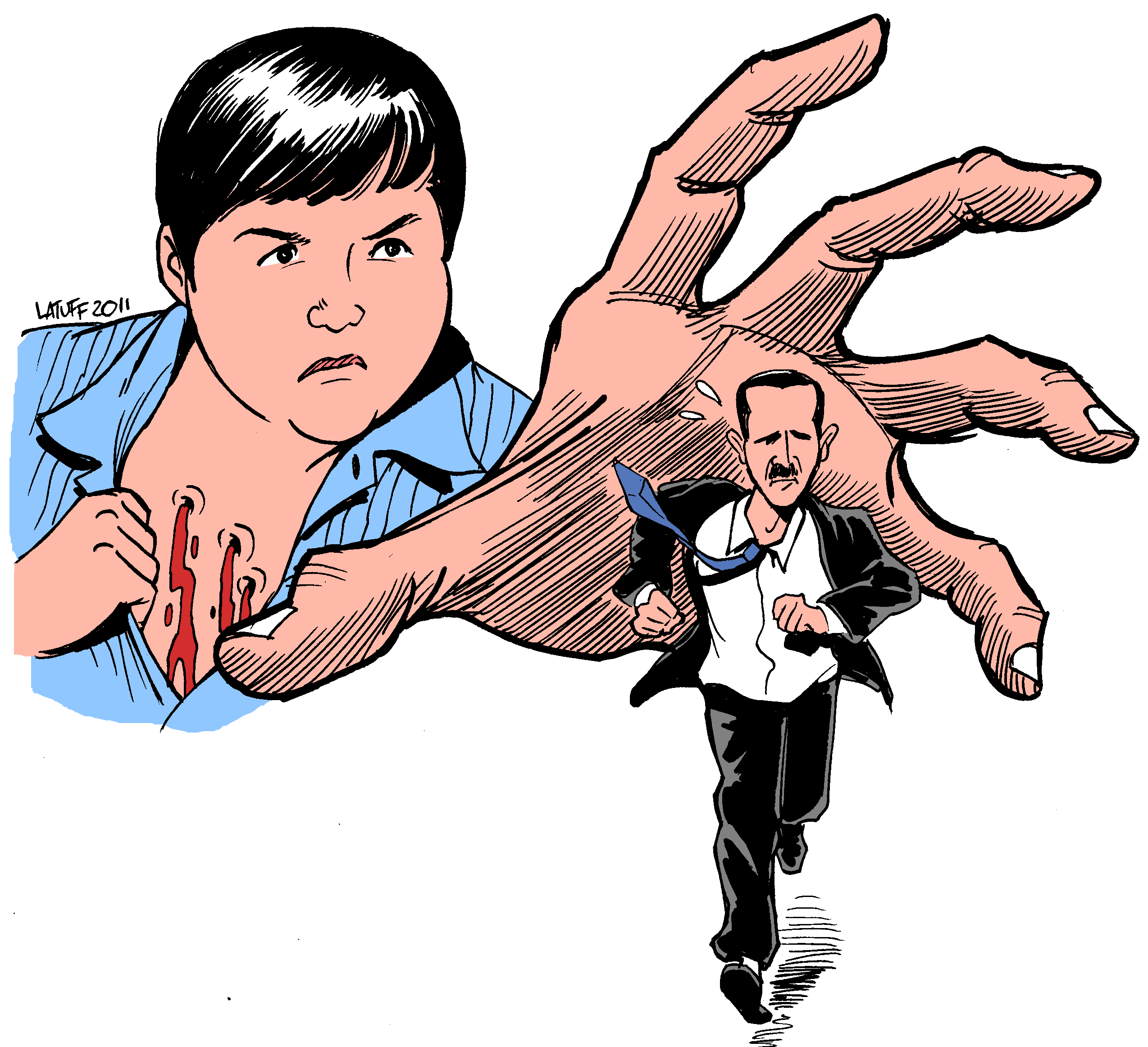
صورة تمثيلية لحمزة الخطيب وهو يصطاد بشار الأسد لكارلوس لطوف.

في 31 مايو من عام 2011، ميّزت وزيرة الخارجية الأمريكية هيلاري كلينتون وفاة حمزة الخطيب، بأنها بمثابة نقطة تحوّل في الانتفاضة السورية، وأشارت إلى أنه «يرمز لكثير من السوريين ... الانهيار التام لأي جهد من جانب الحكومة السورية للعمل معهم، والاستماع لشعبهم.»
«أستراليا طلبت من الأمم المتحدة أخذ الرئيس، [بشار الأسد] ، أمام المحكمة الجنائية الدولية (ICC) لقمع النظام ضد المدنيين السوريين» ، أعلن وزير الخارجية الأسترالي، كيفن رود.

### الموقف الشعبي
نظم المحتجون في سوريا يوماً أطلق عليه «سبت الشهيد حمزة الخطيب» والذي كان للتعبير عن السخط والغضب في صفوف المحتجين وإدانتهم للنظام السوري كمسؤول أول عن الحادث، في جمعة كانت قد انطلقت التظاهرات فيها تحت مُسمّى جمعة الغضب. ثم أُنشئت لاحقاً صفحة على موقع التواصل الاجتماعي فيسبوك وصل عدد المشاركين بها في 24 ساعة إلى حوالي 16 ألف مشترك.

## وصلات خارجية
- هذه قصة حمزة.. الطفل الذي تحدى.. - تقرير من موقع سي إن إن.